# 21세기 대군 부인
《21세기 대군 부인》은 2026년 4월부터 방송 예정인 MBC 금토 드라마다.

## 제작진

### 제작사
- MBC
- 카카오엔터테인먼트

### 연출
- 박준화

### 극본
- 유아인

## 등장 인물

### 주요 인물
- 아이유 : 성희주 역
- 변우석 : 이안대군 역
- 노상현 : 민정우 역
- 공승연 : 윤이랑 역

### 주변 인물
- 이연 : 도혜정 역

## 같이 보기
- 대한민국의 텔레비전 드라마 목록 (숫자)